# 9331 Фаннігензель
9331 Фаннігензель (9331 Fannyhensel) — астероїд головного поясу, відкритий 16 серпня 1990 року.
Тіссеранів параметр щодо Юпітера — 3,341.